# Alghero
Alghero (katalanska: l'Alguer, sardiska: S'Alighèra) är en stad och kommun i provinsen Sassari på nordvästra Sardinien i Italien. Alghero hade 43 979 invånare (2017). Alghero gränsar till kommunerna Olmedo, Putifigari, Sassari, Uri och Villanova Monteleone.

## Historia
Staden hade under medeltiden inflyttning västerifrån, över havet från Katalonien. Detta skedde vid en tid då Katalonien var del av det stora aragonska rike som ett slag ägde hela Syditalien. Denna lokala immigration gav upphov till det lokala tungomålet "algheres" (talas idag av 1/5 av stadsbefolkningen), vilket påminner mycket om dialekten som talas i och runt Barcelona. Den katalanska kopplingen syns även i den lokala flaggan, som fortfarande är samma som den gamla aragonska riksflaggan.

## Beskrivning
En stadsmur omger den gamla delen av Alghero som är mycket välbesökt av turister och innehåller mängder av gränder, restauranger, caféer och souvenirbutiker. Både i och runt staden finns flera populära badstränder.

### Sevärdheter
- Cattedrale di Santa Maria
- Nationalparken Capo Caccia
  - Grotta di Nettuno
  - Medelhavets största undervattensgrotta, Grotta di Nereo
- Cala Burantino